# Tetragnatha albida
Tetragnatha albida este o specie de păianjeni din genul Tetragnatha, familia Tetragnathidae, descrisă de Gillespie, 1994. Conform Catalogue of Life specia Tetragnatha albida nu are subspecii cunoscute.